# Alexandra Gottschlich
Alexandra Gottschlich (* 1982 in Dessau) ist eine deutsche Schauspielerin.

## Leben
Nach einem erfolgreich abgeschlossenen Studium der Zahnmedizin besuchte Alexandra Gottschlich von 2009 bis 2013 das Wiener Max Reinhardt Seminar, wo sie ihr Diplom als Schauspielerin erhielt. Neben Rollen im Rahmen ihrer Ausbildung spielte sie am Theater Drachengasse und der Berliner Schaubühne am Lehniner Platz.
Seit Mitte der 2010er-Jahre ist Gottschlich sporadisch in Gastrollen bekannter Fernsehserien zu sehen, wie SOKO Wismar, SOKO Leipzig oder der 6-teiligen NDR-Produktion Da is’ ja nix an der Seite von Johanna Christine Gehlen und Sebastian Bezzel.
Alexandra Gottschlich lebt in Berlin.

## Filmografie
- 2016: SOKO Leipzig – Der Kanal
- 2017: Notruf Hafenkante – Weggesperrt
- 2017: Die Kanzlei – Familienbande
- 2017: Über die Grenze – Gesetzlos
- 2018: SOKO Wismar – Überfall!
- 2018: Morden im Norden – Filmriss
- 2018: Über Anna (Kurzfilm)
- 2019: Alarm für Cobra 11 – Die Autobahnpolizei – Der Sani
- 2020: Da is’ ja nix (Fernsehserie, 2 Folgen)
- 2020: SOKO Wismar – Zucht und Ordnung
- 2020: Harter Brocken: Die Fälscherin
- 2021: Die Toten von Marnow (Miniserie, 3 Folgen)
- 2022: SOKO Hamburg – Die letzte Schicht
- 2022: SOKO Köln – Erlösung
- 2022: 1899 (Fernsehserie, 2 Folgen)
- 2022: Notruf Hafenkante (Fernsehserie, 5 Folgen)
- 2022: SOKO Leipzig – Lauf, wenn du kannst
- 2023: WaPo Bodensee – Fangfrisch
- 2023: Die Bergretter – Höhenfeuer
- 2023–2024: Solo für Weiss (Fernsehserie, 2 Folgen)
- 2024: WaPo Berlin – Das Ende eines Traums